# Уильямстаунская верфь
Уильямстаунская верфь — одна из важнейших верфей Австралии, расположенная в Уильямстауне, шт. Виктория.
В 1856 году колония Виктория решила построить в Уильямстауне большой стапель для ремонта судов, а в 1858 году была открыт Правительственный судоподъёмный эллинг (Government Patent Slip). В том же году был построен Стапельный пирс (Slip Pier), который использовался вместе с Правительственным судоподъёмным эллингом. Стапельный пирс позже стал известен как Причал Леди Лох (Lady Loch Jetty) в честь одноимённого правительственного парохода. Пирс и судоподъёмный эллинг были снесены в 1919 году.
В 1858 году колония Виктория решила построить сухой док и верфь. Строительство началось в 1868 году и было завершено в феврале 1874 года. Сухой док, получивший название «Сухой док Альфреда» в честь Альфреда, герцога Эдинбургского, стоил 300 тыс. фунтов стерлингов. Его длина составляла 143 м, ширина — 24 м, глубина — 8 м. Док был спроектирован Уильямом Уорделлом для Департамента общественных работ шт. Виктория и был самым большим сооружением такого типа в южном полушарии.
Пирс верфи (Dockyard Pier), первоначально известный как Пирс дока (Dock Pier), был построен в 1874 году для стоянки судов до и после постановки в Док Альфреда. В 1870-х годах железнодорожный департамент заключил контракт на строительство новой пристани, чтобы удовлетворить возросший спрос на шерсть, а затем на перевалку зерна. Когда он был завершен в 1878 году, он первоначально назывался Западным пирсом (Western Pier), но позже был переименован в Новый железнодорожный пирс (New Railway Pier). Он был перестроен в 1915 и 1927 годах, а в 1923 году переименован в Пирс Нельсона (Nelson Pier). Пирс и прилегающие земли были в 1967 году куплены Содружеством, и использование объекта сократилось. Работы по сносу начались в 1979 году из-за плохого состояния. Западный пирс Нельсона (Nelsons Pier West) был построен в 1978 году, чтобы заменить близлежащий пирс Нельсона. Он предоставил два крана и два причала для переоборудования боевых кораблей. Reid St Pier был построен для Мельбурнской гавани для исключительного использования с собственным плавучим заводом в сентябре 1891 года. Позже он использовался для размещения буксирного флота и был перестроен в 1949 году.
В 1913 году верфь была известна как Государственная судостроительная верфь (State Shipbuilding Yard), а в 1918 году была реквизирована Содружеством. Право собственности в 1924 году перешло к Фонду Мельбурнской Гавани (Melbourne Harbour Trust), а во время Второй мировой войны в 1942 году она была реквизирована Содружеством и известна как Вильямстаунская военно-морская верфь Её Величества (HM Naval Dockyard Williamstown) или просто Вильямстаунская военно-морская верфь (Williamstown Naval Dockyard).
В 1987 году верфь перешла под частный контроль компании Tenix Defense, которая впоследствии была приобретена BAE Systems Australia.

## Суда, построенные на верфи Уильямстаун
| Название                  | Класс                   | Тип        | В строю | Примечания                                                                                             |
| ------------------------- | ----------------------- | ---------- | ------- | --- |
| HMAS Kooronga             | Буксир                  |            | 1924    | |
| HMAS Ballarat (J184)      | Корвет                  | Bathurst   | 1941    | |
| HMAS Castlemaine (J244)   | Корвет                  | Bathurst   | 1942    | Preserved as museum ship in Williamstown, 600 m (2,000 ft) from the slipway where she was constructed. |
| HMAS Echuca (J252)        | Корвет                  | Bathurst   | 1942    | Transferred to RNZN on 5 March 1952, and served as HMNZS Echuca.                                       |
| HMAS Geelong (J201)       | Корвет                  | Bathurst   | 1942    | Sank on 18 October 1944, after colliding with a tanker north of New Guinea. No lives were lost.        |
| HMAS Horsham (J235)       | Корвет                  | Bathurst   | 1942    | |
| HMAS Benalla (J323)       | Корвет                  | Bathurst   | 1943    | |
| HMAS Shepparton (J248)    | Корвет                  | Bathurst   | 1943    | |
| HMAS Stawell (J348)       | Корвет                  | Bathurst   | 1943    | Transferred to RNZN on 5 March 1952, and served as HMNZS Stawell.                                      |
| AV Crusader (AV2767)      | Армейский транспорт     |            | 1945    | |
| HMAS Culgoa (K408)        | Фрегат                  | Bay        | 1945    | |
| HMAS Anzac (D59)          | Эсминец                 | Battle     | 1951    | |
| HMAS Vendetta (D08)       | Эсминец                 | «Дэринг»   | 1958    | |
| HMAS Yarra (DE 45)        | Эскортный эсминец       | River      | 1961    | |
| HMAS Derwent (DE 49)      | Эскортный эсминец       | River      | 1964    | |
| HMAS Swan (DE 50)         | Эскортный эсминец       | River      | 1970    | |
| TRV Tailor (803)          | Torpedo recovery vessel |            | 1971    | |
| TRV Trevally (802)        | Torpedo recovery vessel |            | 1971    | |
| TRV Tuna (801)            | Torpedo recovery vessel |            | 1971    | |
| HMAS Flinders (A 312)     | Survey vessel           |            | 1973    | |
| HMAS Cook (A 219)         | Survey vessel           |            | 1980    | |
| Wallaby                   | Танкер                  | Wallaby    | 1983    | |
| Wombat                    | Танкер                  | Wallaby    | 1983    | |
| Warrigal                  | Танкер                  | Wallaby    | 1984    | |
| Wyulda                    | Танкер                  | Wallaby    | 1984    | |
| HMAS Melbourne (FFG 05)   | Фрегат                  | «Аделаида» | 1992    | |
| HMAS Newcastle (FFG 06)   | Фрегат                  | «Аделаида» | 1994    | |
| HMAS Anzac (FFH 150)      | Фрегат                  | «Анзак»    | 1996    | |
| HMNZS Te Kaha (F77)       | Фрегат                  | «Анзак»    | 1997    | |
| HMAS Arunta (FFH 151)     | Фрегат                  | «Анзак»    | 1998    | |
| HMNZS Te Mana (F111)      | Фрегат                  | «Анзак»    | 1999    | |
| HMAS Warramunga (FFH 152) | Фрегат                  | «Анзак»    | 2001    | |
| HMAS Stuart (FFH 153)     | Фрегат                  | «Анзак»    | 2002    | |
| HMAS Parramatta (FFH 154) | Фрегат                  | «Анзак»    | 2003    | |
| HMAS Ballarat (FFH 155)   | Фрегат                  | «Анзак»    | 2004    | |
| HMAS Toowoomba (FFH 156)  | Фрегат                  | «Анзак»    | 2005    | |
| HMAS Perth (FFH 157)      | Фрегат                  | «Анзак»    | 2006    | |
| HMNZS Otago (P148)        | Патрульный корабль      | Protector  | 2010    | |
| HMNZS Wellington (P55)    | Патрульный корабль      | Protector  | 2010    | |
| HMAS Canberra (L02)       | УДК                     | «Канберра» | 2014    | Hull constructed by Navantia in Ferrol, Spain.                                                         |
| HMAS Adelaide (L01)       | УДК                     | «Канберра» | 2015    | Hull constructed by Navantia in Ferrol, Spain.                                                         |